# Лившин, Годим Лейбович
Годи́м Ле́йбович Ли́вшин (8 апреля 1926, Кишинёв — 14 июля 1998, Беэр-Шева) — советский математик, кибернетик, экономист.

## Биография
Родился в Кишинёве, родители — Лейб Беркович Лившин (1903—1987), уроженец еврейской земледельческой колонии Романовка, был занят в виноделии; Лейка Бенционовна (Елизавета Наумовна) Банчик (в замужестве Лившина, 1901—1974), домохозяйка. Племянник героини французского Сопротивления Ольги Банчик. В 1941 году вместе с бессарабским винзаводом, на котором работал его отец, был эвакуирован в Казахстан. Работал в колхозе, затем кладовщиком. В 1945 году призван в трудармию, где окончил вечернюю школу. После демобилизации в 1950 году поступил в Кишинёвский университет, окончив который в 1955 году переехал в Москву.
Был одним из пионеров развития компьютерной техники в СССР, в том числе разработки цифровой ЭВМ «Урал-1» (1955). Возглавлял лабораторию математики при Пензенском филиале СКБ-245 (на пензенском заводе САМ), где был ответственным за программное обеспечение при создании ЭВМ «Урал-1» (1955) и специализированной ЭВМ «Гранит» (1957). С 1959 года был заведующим лабораторией математического и программного обеспечения в отделении вычислительной техники Всесоюзного научно-исследовательского института железнодорожного транспорта (ВНИИЖТ). С конца 1970-х годов — в Израиле, жил в Петах-Тикве.
Основные труды по вычислительной технике, информатике, кибернетике, линейному программированию в экономике. Соавтор учебников по программированию для вузов железнодорожного транспорта (1963, 1969).

## Семья
Жена — Валентина Гробман. Дочь — Ольга Годимовна Лившина (литературный псевдоним англ. Olga Godim — Ольга Годим, род. 1957), канадский писатель и журналист (Ванкувер), автор сборников рассказов в жанре фэнтези «Bewildering Stories», «The Cynic Online», «The Rejected Quarterly», «Sorcerous Signals», «Lorelei Signal», «Aoife’s Kiss», «Eagle En Garde», «Squirrel of Magic» и других, романов «Lost and Found in Russia» (2013) и «Almost Adept» (2014).

## Монографии
- Е. Т. Гавриленко, Н. М. Конопля, Б. В. Коробов, Г. Л. Лившин. Программирование для электронной вычислительной машины «Урал-1». М.: Машгиз, 1962. — 296 с.
- А. Н. Виноградов, Г. Л. Лившин, Р. И. Образцова, Л. П. Тулупов. Вычислительная техника в учёте, планировании и управлении на железнодорожном транспорте. М.: Трансжелдориздат, 1963.
- Г. Л. Лившин. Оптимальное планирование развития и размещения специализированной ремонтной базы сельского хозяйства на перспективу 1975 г. М.: ВНИИЖТ, 1968.
- А. Н. Виноградов, Г. Л. Лившин, Р. И. Образцова, С. В. Щербина. Вычислительные машины и программирование для ЭЦВМ на железнодорожном транспорте. М.: Транспорт, 1969.
- Г. Л. Лившин. Математическое обеспечение планово-экономических задач. М.: Советское радио, 1977. — 173 с.